# Olympische Sommerspiele 1972/Kanu – Einer-Kajak 1000 m (Männer)
Der Wettkampf im Einer-Kajak über 1000 Meter bei den Olympischen Sommerspielen 1972 wurde vom 5. bis 9. September auf der Regattastrecke Oberschleißheim ausgetragen.

## Ergebnisse

### Vorläufe

#### Vorlauf 1
| Rang | Athlet               | Nation           | Zeit        |
| ---- | -------------------- | ---------------- | ----------- |
| 1    | Ladislav Souček      | Tschechoslowakei | 4:04,07 min |
| 2    | Rolf Peterson        | Schweden         | 4:04,76 min |
| 3    | Dean Oldershaw       | Kanada           | 4:07,52 min |
| 4    | Edicto Gilbert       | Kuba             | 4:09,32 min |
| 5    | Günther Pfaff        | Österreich       | 4:10,17 min |
| 6    | Bernd Guse           | BR Deutschland   | 4:13,16 min |
| 7    | John Oliver          | Großbritannien   | 4:18,53 min |
| 8    | Tadamasa Satō        | Japan            | 4:27,76 min |
|      | Wassil Tschilingirow | Bulgarien        | DSQ         |

#### Vorlauf 2
| Rang | Athlet            | Nation         | Zeit        |
| ---- | ----------------- | -------------- | ----------- |
| 1    | Jean-Pierre Burny | Belgien        | 3:58,89 min |
| 2    | Géza Csapó        | Ungarn         | 3:59,88 min |
| 3    | Ilkka Nummisto    | Finnland       | 4:01,20 min |
| 4    | Erik Hansen       | Dänemark       | 4:07,72 min |
| 5    | Donald Cooper     | Neuseeland     | 4:12,45 min |
| 6    | N’Gama N’Gama     | Elfenbeinküste | 4:12,90 min |
| 7    | Hermelindo Soto   | Mexiko         | 4:18,31 min |

#### Vorlauf 3
| Rang | Athlet                | Nation             | Zeit        |
| ---- | --------------------- | ------------------ | ----------- |
| 1    | Oleksandr Schaparenko | Sowjetunion        | 4:02,60 min |
| 2    | Joachim Mattern       | DDR                | 4:02,88 min |
| 3    | Grzegorz Śledziewski  | Polen              | 4:03,40 min |
| 4    | Ion Dragulschi        | Rumänien           | 4:04,17 min |
| 5    | John Southwood        | Australien         | 4:12,93 min |
| 6    | Mauro Chiostri        | Italien            | 4:15,75 min |
| 7    | Robert Mitchell       | Vereinigte Staaten | 4:15,76 min |
| 8    | Howard Watkins        | Irland             | 4:15,85 min |

### Hoffnungsläufe

#### Hoffnungslauf 1
| Rang | Athlet         | Nation         | Zeit        |
| ---- | -------------- | -------------- | ----------- |
| 1    | Donald Cooper  | Neuseeland     | 4:02,48 min |
| 2    | Edicto Gilbert | Kuba           | 4:04,45 min |
| 3    | John Oliver    | Großbritannien | 4:04,69 min |
| 4    | Mauro Chiostri | Italien        | 4:06,75 min |

#### Hoffnungslauf 2
| Rang | Athlet          | Nation         | Zeit        |
| ---- | --------------- | -------------- | ----------- |
| 1    | Erik Hansen     | Dänemark       | 3:53,86 min |
| 2    | John Southwood  | Australien     | 3:57,91 min |
| 3    | Howard Watkins  | Irland         | 4:04,88 min |
| 4    | Hermelindo Soto | Mexiko         | 4:12,65 min |
| 5    | Bernd Guse      | BR Deutschland | 4:46,29 min |

#### Hoffnungslauf 3
| Rang | Athlet          | Nation             | Zeit        |
| ---- | --------------- | ------------------ | ----------- |
| 1    | Günther Pfaff   | Österreich         | 4:01,07 min |
| 2    | Ion Dragulschi  | Rumänien           | 4:01,40 min |
| 3    | N’Gama N’Gama   | Elfenbeinküste     | 4:02,28 min |
| 4    | Robert Mitchell | Vereinigte Staaten | 4:02,43 min |
| 5    | Tadamasa Satō   | Japan              | 4:11,49 min |

### Halbfinale

#### Halbfinale 1
| Rang | Athlet               | Nation           | Zeit        |
| ---- | -------------------- | ---------------- | ----------- |
| 1    | Géza Csapó           | Ungarn           | 3:54,96 min |
| 2    | Grzegorz Śledziewski | Polen            | 3:55,45 min |
| 3    | Ladislav Souček      | Tschechoslowakei | 3:55,74 min |
| 4    | John Southwood       | Australien       | 3:57,46 min |
| 5    | Donald Cooper        | Neuseeland       | 4:01,97 min |
| 6    | N’Gama N’Gama        | Elfenbeinküste   | 4:02,40 min |

#### Halbfinale 2
| Rang | Athlet            | Nation         | Zeit        |
| ---- | ----------------- | -------------- | ----------- |
| 1    | Erik Hansen       | Dänemark       | 3:51,12 min |
| 2    | Jean-Pierre Burny | Belgien        | 3:52,06 min |
| 3    | Joachim Mattern   | DDR            | 3:54,24 min |
| 4    | Ion Dragulschi    | Rumänien       | 3:58,25 min |
| 5    | Dean Oldershaw    | Kanada         | 3:59,23 min |
| 6    | John Oliver       | Großbritannien | 4:01,38 min |

#### Halbfinale 3
| Rang | Athlet                | Nation      | Zeit        |
| ---- | --------------------- | ----------- | ----------- |
| 1    | Oleksandr Schaparenko | Sowjetunion | 3:52,14 min |
| 2    | Rolf Peterson         | Schweden    | 3:53,75 min |
| 3    | Ilkka Nummisto        | Finnland    | 3:54,48 min |
| 4    | Günther Pfaff         | Österreich  | 3:57,70 min |
| 5    | Edicto Gilbert        | Kuba        | 3:59,77 min |
| 6    | Howard Watkins        | Irland      | 4:00,77 min |

### Finale
| Rang | Athlet                | Nation           | Zeit        |
| ---- | --------------------- | ---------------- | ----------- |
| 1    | Oleksandr Schaparenko | Sowjetunion      | 3:48,06 min |
| 2    | Rolf Peterson         | Schweden         | 3:48,35 min |
| 3    | Géza Csapó            | Ungarn           | 3:49,38 min |
| 4    | Jean-Pierre Burny     | Belgien          | 3:50,29 min |
| 5    | Ladislav Souček       | Tschechoslowakei | 3:51,05 min |
| 6    | Joachim Mattern       | DDR              | 3:51,94 min |
| 7    | Erik Hansen           | Dänemark         | 3:52,15 min |
| 8    | Grzegorz Śledziewski  | Polen            | 3:53,22 min |
| 9    | Ilkka Nummisto        | Finnland         | 3:54,10 min |

## Weblink
- Ergebnisse in der Datenbank von Olympedia.org (englisch)